# Peer exchange
Peer exchange (PEX) er en af BitTorrent's funktioner, der, ligesom trackers og DHT, kan bruges til at samle Peers. Ved aktivering af Peer Exchange, forespørger BitTorrent klienten om andre registrerede peers om deres peers. Mens det muligvis forbedrer fildelingen og robustheden (fx hvis en tracker er langsom eller nede) kan en for stor tillid for PEX lede til formationer af peers, som kun deler information med hinanden, som kan skabe dårlig udbredelse gennem hele netværket, pga. få peers som sender information til dem uden for gruppen.